# Resolució 2216 del Consell de Seguretat de les Nacions Unides
La Resolució 2216 del Consell de Seguretat de les Nacions Unides fou adoptada el 14 d'abril de 2015. El Consell va exigir una treva als rebels houthis del Iemen i que es reprenguessin les negociacions, alhora que afegia un embargament d'armes a les sancions ja existents.
La resolució fou aprovada amb 14 vots a favor i l'abstenció de Rússia, qui va argumentar que no s'havien tingut en compte les seves propostes, consistent en una crida a les parts a l'alto el foc, la manca de claredat sobre la resposta humanitària i considerava que hi havia massa sancions.

## Contingut
El Consell assenyalava que la situació humanitària al país s'havia deteriorat, i que el govern del Iemen havia demanat ajuda al Consell de Cooperació del Golf i la Lliga Àrab per aturar els houthis, fins i tot una intervenció militar. Al Qaeda a la Península Aràbiga també s'ha beneficiat de la situació al Iemen per cometre atacs terroristes.
El Consell de Seguretat encara reconeix Abd Rabbuh Mansur Al-Hadi com a president legítim del Iemen i considera les acciones adoptades pels houthis com a inacceptables. Les parts havien d'acceptar la iniciativa política del Consell de Cooperació del Golf, que preveia una nova constitució i eleccions, i reprendre les negociacions dirigides per l'ONU. També es va demanar que participessin en una conferència a Riad.
El Consell va exigir als houthis que aturessin la violència, retiressin les seves tropes fins i tot de Sana'a, entreguessin les seves armes, inclosos els sistemes de míssils, no realitzessin actes de suplantació del govern legítim, no amenacessin als països veïns, adquirint coets o emmagatzemant armes a les fronteres, no utilitzar nens soldat i alliberar al ministre de defensa Mahmoud al-Subaihi i tots els polítics capturats.
El Consell de Seguretat va afegir dos dirigents houthis a la llista de persones i organitzacions subjectes a les sancions imposades el febrer de 2014. Abdulmalik al-Houthi com a líder del moviment houthi i Ahmed Ali Abdullah Saleh que, com a ex comandant de la guàrdia nacional, va tenir un paper clau en l'ofensiva militar dels houthis. Les sancions també es van ampliar amb un embargament d'armes amb efecte immediat. Si les resolucions fracassessin, més persones i organitzacions que amenacessin la pau i l'estabilitat al Iemen estarien subjectes a aquestes sancions.